# Удбиня
45°26′ пн. ш. 15°44′ сх. д. / 45.43° пн. ш. 15.73° сх. д.
Удбиня (хорв. Udbinja) — населений пункт у Хорватії, в Карловацькій жупанії у складі міста Карловаць.

## Населення
Населення за даними перепису 2011 року становило 63 осіб.
Динаміка чисельності населення поселення: